# Knjižnica Medvode
Knjižnica Medvode je osrednja občinska knjižnica s sedežem na Cesti komandanta Staneta 10 v Medvodah.

## Zgodovina knjižnice in gradnja današnje stavbe
Knjižnico Medvode je leta 1945 ustanovilo Družbeno prosvetno društvo Svoboda (DPD Svoboda). 1. decembra 1959 je bila knjižnica priključena Delavski univerzi. Leta 1968 je bila vključena v Knjižnico Šiška, ta pa je bila leta 2008 vključena v Mestno knjižnico Ljubljana. Knjižnica Medvode se je osamosvojila 1. aprila 2009, ko je postala samostojni zavod.
Knjižnica se je od ustanovitve večkrat selila in domovala v različnih stavbah v Medvodah. V sedemdesetih letih dvajsetega stoletja so prostori Knjižnice Medvode postali premajhni. Na 42 m2 so skladiščili več kot 18.000 knjižnih enot, knjižnica pa je bila namenjena več kot 14.000 prebivalcem. Kljub številnim načrtom za prizidke k stavbi banke, poslopju pošte, poslovnemu centru Loka, kulturnemu domu…, se za nobeno od teh improviziranih rešitev niso odločili, saj knjižnica na tak način ne bi mogla kvalitetno delovati.
Marca 1991 so zidavo poslopja, v katerem bi se nahajala Knjižnica Medvode, sprejeli v program razvojnih nalog Občine Ljubljana Šiška in mesta Ljubljana za plansko obdobje 1991-1995. Prostor za novo stavbo je bil določen na tedaj zapuščenem sotočju Sore in Save. Izvedene so bile geomehanične in geofizikalne raziskave tal ter pripravljena dokumentacija za gradnjo. Priprave na gradnjo je vodilo podjetje ARHE pod vodstvom dipl. inž. arh. Igorja Skulja, gradbeni odbor pa so sestavljali: dr. Ivan Vivod (predsednik odbora), dipl. inž. Edo Bertoncelj, Silva Črnugelj, Janez Iskra, dipl. inž. Igor Jereb, dipl. inž. Breda Merhar, dipl. inž. Marina Lekič in dipl. inž. arh. Igor Skulj. Ker je območje, kjer stoji knjižnica statično problematično in poplavno ogroženo, stavba stoji na 92 betonsko–železnih pilotih.  Stavbo so gradili od maja 1991 do novembra 1992. Poleg gradnje so uredili tudi okolico. Otvoritev nove knjižnice je bila 24. junija 1993.

## Odcepitev od Knjižnice Šiška
Občina Medvode je 14. oktobra 2008 sprejela Odlok o ustanovitvi javnega zavoda Knjižnica Medvode. Odlok je pomenil pravno podlago za odcepitev od Knjižnice Šiška. Knjižnica Medvode je pričela delovati kot samostojna knjižnica. V začetku aprila 2009 je začela prevzemati naloge, ki jih je do tedaj opravljala Knjižnica Šiška oziroma Mestna knjižnica Ljubljana.

## Delovanje knjižnice
Od selitve knjižnice do danes se je močno povečal obisk knjižnice. Leta 1992 je bilo v Knjižnico Medvode včlanjenih 2.083 članov, leta 2009 ob osamosvojitvi 3.551, v letu 2012 že 4.264 aktivnih članov. Število gradiva je iz 12.269 knjižnih enot leta 1992,  poraslo na 60.297 v letu 2005, leta 2012 pa je knjižnica hranila 75.266. Poskočilo je tudi število obiskov: 15.117 (1992) na 86.695 (2005). Leta 2012 je knjižnico obiskalo 65.786 uporabnikov. Izposoja gradiva se vztrajno povečuje, leta 1993 so si uporabniki izposodili 62.502 izvoda gradiva, ob osamosvojitvi knjižnice 229.855, leta 2012 že 309.467.  
V knjižnici organizirajo tudi različne dogodke - delavnice, predavanja, razstave ipd. 